# Étienne Wolff
Pour les articles homonymes, voir Étienne Wolff (homonymie) et Wolff.
Ne doit pas être confondu avec le latiniste Étienne Wolff.
Étienne Wolff, né le 12 février 1904 à Auxerre et mort le 18 novembre 1996 à Paris 8e, est un biologiste français, spécialiste d'embryologie expérimentale et tératologique.

## Biographie
Étienne Wolff fait ses études au lycée d'Elbeuf, au lycée Corneille de Rouen, puis en première supérieure au lycée Louis-le-Grand à Paris. Un temps collègue de Raymond Ruyer, il est licencié ès lettres en 1921, licencié ès sciences en 1925, agrégé de sciences naturelles en 1928, il soutient sa thèse de doctorat ès sciences en 1936. Durant ses années d'études à Strasbourg, il participe à la création de l'association Amicale des Sciences de Strasbourg en 1926, dont il est le premier président. L'Amicale des Sciences reste à ce jour la plus ancienne association étudiante en sciences toujours en activité.
Il dirige la Société zoologique de France en 1958, et il est élu membre de l'Académie des sciences en 1963, et de l'Académie française en 1971.
Son épouse Émilienne est morte en 1983.

## Distinctions
- Grand officier de la Légion d'honneur
- Commandeur de l'ordre national du Mérite
- Commandeur de l'ordre des Palmes académiques
- Commandeur de l'ordre des Arts et des Lettres

## Ouvrages
- Thèses présentées à la Faculté des sciences de l'Université de Strasbourg pour obtenir le grade de docteur ès-sciences naturelles. 1re thèse : Les Bases de la tératogénèse expérimentale des vertébrés amniotes d'après les résultats de méthodes directes. 2e thèse : L'Évolution après l'éclosion des poulets mâles transformés en intersexués par l'hormone femelle injectée aux jeunes embryons (1936)
- Les Changements de sexe (Gallimard, coll. «L'avenir de la science», 1946)
- La Science des monstres (Gallimard, coll. «L'avenir de la science», 1948)
- Les Chemins de la vie (1963)
- La poésie funéraire épigraphique à Rome (1971)
- Les Pancrates, nos nouveaux maîtres (1975)
- Dialogues avec mes animaux familiers (1979)
- Trois pattes pour un canard (1990)